# Index Peak (Wyoming)
Der Index Peak ist ein Berg im Shoshone National Forest im Nordwesten des US-Bundesstaates Wyoming. Er hat eine Höhe von 3426 m und ist Teil der nördlichen Absaroka Range in den Rocky Mountains. Der Index Peak befindet sich direkt östlich des Yellowstone-Nationalparks in der North Absaroka Wilderness des Shoshone National Forest. Er liegt rund zwei Kilometer südwestlich des Beartooth Highway (U.S. Highway 212), einer Hochgebirgsstraße, die von Red Lodge bis Cooke City in Montana verläuft. Der Pilot Peak liegt direkt südlich des Index Peak, die Grenze zum Bundesstaat Montana verläuft einen Kilometer nördlich.

## Belege
1. ↑  Peakbagger: Index Peak. Abgerufen am 9. Januar 2021.
2. ↑  Geonames: Index Peak. Abgerufen am 9. Januar 2021.